# Юбилейный почётный знак в ознаменование 50-летия образования Союза ССР
Юбилейный почётный знак ЦК КПСС, Президиума Верховного Совета СССР, Совета Министров СССР и ВЦСПС в ознаменование 50-летия образования Союза ССР — вид коллективной государственной награды в СССР, учреждённой 22 июня 1972 года совместным Постановлением Центрального Комитета Коммунистической Партии Советского Союза, Президиума Верховного Совета Союза Советских Социалистических Республик, Совета Министров СССР и Всесоюзного Центрального Совета Профессиональных Союзов для награждения коллективов предприятий, колхозов, организаций и учреждений, добившихся наивысших результатов во Всесоюзном социалистическом соревновании в ознаменование 50-летия образования Союза Советских Социалистических Республик.

## История
29 декабря 1972 года Советский Союз готовился отметить 50 годовщину образования СССР. 21 февраля 1972 года ЦК КПСС принял постановление «О подготовке к 50-летию образования Союза Советских Социалистических Республик». Этим постановлением рекомендовалось всем партийным, советским, общественным организациям, трудовым коллективам развернуть подготовку к 50-летию образования СССР. ЦК КПСС постановил «одобрить инициативу передовых коллективов предприятий по широкому развёртыванию социалистического соревнования за достойную встречу юбилея Союза ССР и досрочное выполнение плана второго года девятой пятилетки».
22 июня 1972 года ЦК КПСС, Президиум Верховного Совета СССР, Совет Министров СССР и ВЦСПС утвердили совместное постановление за № 486 «О порядке подведения итогов Всесоюзного социалистического соревнования в ознаменование 50-летия образования Союза Советских Социалистических Республик и о мерах поощрения победителей в этом соревновании».
Этим постановлением учреждался Юбилейный почётный знак, а также устанавливался порядок награждения этим знаком различных коллективов. В частности полагалось распределить Юбилейные почётные знаки между министерствами и ведомствами согласно приложению (текст приложения не приводился).
Также устанавливалось, что коллективам, награждённым Юбилейными почётными знаками, должны выдаваться денежные премии в тех же размерах, что и премии, выдаваемые предприятиям, которым по итогам Всесоюзного социалистического соревнования присуждаются переходящие Красные Знамёна Совета Министров СССР и ВЦСПС. В связи с этим Министерству финансов СССР и Государственному комитету Совета Министров СССР по вопросам труда и заработной платы совместно с ВЦСПС и соответствующими министерствами и ведомствами поручалось определить источники для выплаты денежных премий награждённым коллективам.
Соответственно особо подчёркивалось, что в связи с учреждением Юбилейного почётного знака не полагалось присуждать переходящие Красные Знамёна Совета Министров СССР и ВЦСПС с соответствующими денежными премиями по итогам Всесоюзного социалистического соревнования за 1972 год.
Министерствам и ведомствам и ЦК профсоюзов поручалось подвести итоги Всесоюзного социалистического соревнования трудовых и воинских коллективов по результатам выполнения планов за 10 месяцев 1972 года и представить к 25 ноября 1972 года в Совет Министров СССР и ВЦСПС перечень предприятий (трудовых и воинских коллективов), которые, по их мнению, целесообразно наградить Юбилейными почётными знаками.
Окончательное решение о награждении Юбилейным почётным знаком в ознаменование 50-летия образования Союза ССР выносилось совместно ЦК КПСС, Президиумом Верховного Совета СССР, Советом Министров СССР и ВЦСПС.
Вручение знака должно происходить на торжественном заседании, собрании, митинге.
1 декабря 1972 года ЦК КПСС, Президиум Верховного Совета СССР, Совет Министров СССР и ВЦСПС приняли ещё одно совместное постановление за № 833 «Об учреждении дополнительно Юбилейных почётных знаков ЦК КПСС, Президиума Верховного Совета СССР, Совета Министров СССР и ВЦСПС для награждения коллективов предприятий и организаций — победителей во Всесоюзном социалистическом соревновании в ознаменование 50-летия образования Союза Советских Социалистических Республик». Этим постановлением дополнительно учреждался ещё 21 Юбилейный почётный знак, распределение которых должно было производиться согласно приложению (текст приложения не приводился).

## Кто награждался
Юбилейным почётным знаком награждались коллективы предприятий, колхозов, организаций и учреждений, добившихся наивысших результатов во Всесоюзном социалистическом соревновании в честь 50-летия СССР за 10 месяцев 1972 года, а также воинские части, корабли, соединения, военные учреждения и военно-учебные заведения Вооруженных Сил СССР, добившиеся к этому же сроку наиболее высоких показателей в боевой и политической подготовке.

## Описание знака
Знак состоит из двух элементов:
- Венок из дубовой и лавровой ветвей, каждая из которых обвита посередине красной с золотой каймой по краям лентой, ниспадающей в виде банта на скрещение ветвей и развевающейся в вершине венка. На видимые сегменты ленты нанесены надписи золотого тиснения: слева на лавровой ветви «1922» — год образования СССР, справа на дубовой ветви «1972» — год празднования 50 годовщины образования СССР, вверху — «СССР», внизу — «Пятьдесят лет».
- Накладной серебрёный пятигранник с расходящимися лучами сияния, в центре которого размещён круглый медальон с изображением государственного герба СССР.

## Параметры знака
- Количество знаков — 3038. Именно такое количество Юбилейных почётных знаков было вручено трудовым коллективам. Количество знаков, вручённых воинским коллективам, — неизвестно[2].
- Высота — 295 мм[6].
- Ширина — 280 мм.
- Материал — медные сплавы.
- Способ изготовления — комбинированный: литьё и штамповка. Лента не является отдельным накладным элементом и выполнена вместе с венком.
- Способы обработки — золочение, серебрение, чернение, нанесение холодных эмалей.
- Соединение элементов знака — заклёпочное. Пятигранник имеет припаянные пластины с отверстиями под заклёпки.
- Изготовитель — Московский монетный двор и Ленинградское производственно-техническое объединение «Русские самоцветы», традиционно использовавшее клеймо своего предшественника — Ленинградской ювелирно-часовой фабрики. Клейма указанных предприятий, «ММД» и «ЛЮМ», нанесены с обратной стороны знака ударным способом[2].
- Знак вручался вместе с Грамотой ЦК КПСС, Президиума Верховного Совета СССР, Совета Министров СССР и ВЦСПС[7] в папке красного цвета формата А2.
- Знак размещался в пластмассовом футляре красного цвета размером 300 × 400 мм с прозрачной крышкой из оргстекла на пластмассовой подложке серого цвета с фигурным вырезом, повторяющим контуры знака.